# No More (Baby I'ma Do Right)
No More (Baby I'ma Do Right) foi o primeiro single do grupo 3LW. A música foi o maior sucesso do grupo e rendeu ótimas posições no site Billboard e nas rádios de todos os Estados Unidos

## Videoclipe
"No More (Baby I'ma Do Right)" foi o primeiro clipe do 3LW,filmado em 2000 com direção de Chris Robinson.
O clipe amostra a história do namorado da personagem de Kiely traindo ela.

## Faixas
1. "No More (Baby I'ma Do Right)" - 4:24
2. "I Can't Take It (No More Remix)" - 4:26
3. "No More (Baby I'ma Do Right)" [Streetjam Mix] - 5:08
4. "No More (Baby I'ma Do Right)" [Instrumental] - 4:23
5. "No More (Baby I'ma Do Right)" [Accapella w/ Original Rap] - 3:56

## Desempenho
| Chart (2000–01)                                    | Maior posição |
| -------------------------------------------------- | ------------- |
| Austrália (ARIA)                                   | 28            |
| Nova Zelândia (Recorded Music NZ)                  | 5             |
| Reino Unido (UK Singles Chart)                     | 6             |
| Estados Unidos (Billboard Hot 100)                 | 23            |
| Estados Unidos (Billboard R&B/Hip-Hop Songs)       | 22            |
| Estados Unidos (Billboard Hot R&B/Hip-Hop Airplay) | 21            |
| Estados Unidos (Billboard Rhythmic)                | 10            |
| US Top 40 Tracks (Billboard)                       | 15            |